# Carl Prennel
Carl Prennel (* 21. April 1901 in Budapest; † 14. Januar 1968 in Passau) war ein deutscher Politiker (SPD).

## Leben und Beruf
Nach dem Volksschulabschluss und dem Besuch der Bürgerschule in Neunkirchen absolvierte Prennel von 1916 bis 1919 eine kaufmännische Lehre in Schottwien. Zusammen mit seinen Eltern siedelte er 1919 nach Deutschland über und ließ sich in Passau nieder. Hier schloss er sich dem Zentralverband der Angestellten (ZdA) an und arbeitete zunächst als Lagerist und Expedient in der Lebensmittelbranche. Er wurde 1922 als Lagerhalter beschäftigt und war bis zur Auflösung des Bezirkskonsumvereins als Zentrallagerverwalter tätig. Anschließend arbeitete er in einem Anwaltsbüro. Von 1927 bis 1931 ging er einer Beschäftigung als Bauschreiber beim Straßen- und Flussbauamt, von 1931 bis 1933 dann einer Beschäftigung als Angestellter beim Arbeitsamt Passau nach.
Nach der „Machtübernahme“ der Nationalsozialisten wurde Prennel aus politischen Gründen verhaftet, für vier Wochen in „Schutzhaft“ genommen und im Anschluss aus dem Dienst entlassen. Danach war er längere Zeit arbeitslos. Er wurde später als Tabakwarenvertreter beschäftigt und war seit 1938 als selbständiger Tabakwarengroßhändler tätig. Von 1939 bis 1945 nahm er als Soldat der Luftnachrichtentruppe am Zweiten Weltkrieg teil. Bei Kriegsende geriet er in Gefangenschaft, aus der er 1947 entlassen wurde. Nach seiner Entlassung aus der Kriegsgefangenschaft setzte Prennel die Leitung seines Geschäftes fort. 1955 wurde er erneut beim Arbeitsamt Passau eingestellt und dort zuletzt zum Regierungsinspektor befördert.

## Partei
Prennel trat 1919 in die Passauer SPD ein. Am 8. September 1939 beantragte er die Aufnahme in die NSDAP und wurde zum 1. November desselben Jahres aufgenommen (Mitgliedsnummer 7.233.470).

## Abgeordneter
Prennel war von 1948 bis zu seinem Tode Ratsmitglied der Stadt Passau und wurde 1954 in den Bezirkstag des Bezirkes Niederbayern gewählt. Dem Deutschen Bundestag gehörte er vom 9. November 1955, als er für den verstorbenen Abgeordneten Walter Sassnick nachrückte, bis 1961 an. Er war stets über die Landesliste Bayern ins Parlament eingezogen.

## Öffentliche Ämter
Prennel amtierte von 1948 bis 1956 als Zweiter Bürgermeister der Stadt Passau.

## Ehrungen
- Bürgermedaille der Stadt Passau, 1965